# Rue des Ursulines (Paris)
Pour les articles homonymes, voir Rue des Ursulines.
La rue des Ursulines est une voie du 5e arrondissement de Paris située dans le quartier du Val-de-Grâce.

## Situation et accès
Longue de 107 mètres, elle commence au 52, rue Gay-Lussac et se termine au 245, rue Saint-Jacques. 
Le quartier est desservi par la ligne B du RER à la gare du Luxembourg et par la ligne 7 à la station Censier - Daubenton.

## Origine du nom
La rue tient son nom de la présence antérieure du couvent des Ursulines de Paris en son site. Installé ici depuis 1610, ce couvent a été évacué le 1er octobre 1792. Les terrains de la propriété monastique qui s'étendait jusqu'à l'emplacement de l'actuelle rue d'Ulm ont été vendus par lots les 11 et 13 ventôse an VI (1er et 3 mars 1798). L'église et une partie des bâtiments du couvent ont été démolis en vue de l'ouverture de la rue.

## Historique
La rue a été ouverte de la rue Saint-Jacques à la rue d'Ulm.
En 1883, la partie orientale de la rue des Ursulines située au-delà de la rue Gay-Lussac est renommée « rue Louis-Thuillier », en hommage au chercheur Louis Thuillier (1856-1883).

## Bâtiments remarquables et lieux de mémoire

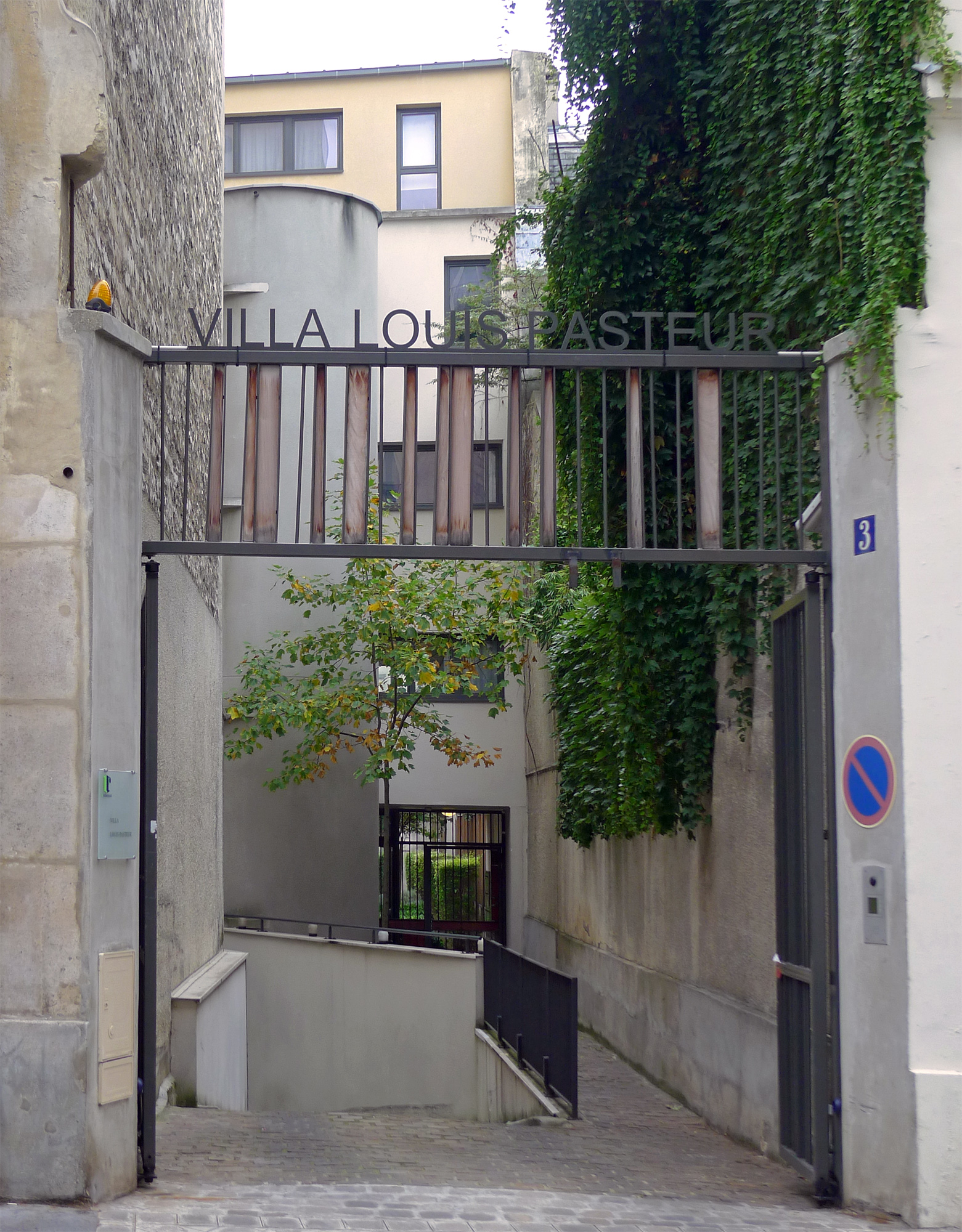
No 3 : entrée de la villa Louis-Pasteur

- No 10 : la salle Pasdeloup qui accueille en 1922 l'école théâtrale de Charles Dullin, l'Atelier[3],[4], puis le cinéma Studio des Ursulines.
- No 15 : immeuble de rapport construit en 1900 par l’architecte Charles Labro[5].
- Gabriel Matzneff, écrivain et pédocriminel notoire, a habité cette rue pendant plusieurs années[6].